# Batiz (Hunyad megye)
Batiz (románul és németül Batiz) falu Romániában, Erdélyben, Hunyad megyében.

## Fekvése
Pusztakalántól három km-re északra, a Sztrigy bal partján fekszik.

## Nevének eredete
Személynévből származik, mely talán ófrancia eredetű (Batisse/Baptiste). Névadója a pestesi Batiz ispán lehetett. Első említése: Batizhaza vel al. nom. Soh thesthelek (1346 – másik nevét vsz. sószállítóiról kapta). Mai nevét először 1404-ben jegyezték föl, Batyz alakban. 1750-ben román neve még Botiz volt.

## Népessége
- 1785-ben 370 civil és kb. húsz határőr státusú lakosa volt. Ugyanazon évben 39 ortodox családfőt írtak össze.[4]
- 1850-ben 560 lakosából 498 volt román és 53 cigány nemzetiségű; 551 ortodox vallású.
- 1900-ban 666 lakosából 524 volt román, 105 német és 37 magyar anyanyelvű; 527 ortodox, 99 evangélikus, 12 református, 14 római katolikus és 14 zsidó vallású.
- 2002-ben 572 lakosából 540 volt román, 14 cigány, 10 magyar és 8 német nemzetiségű; 511 ortodox és 38 pünkösdista vallású.

## Története
A 17–18. században a Naláczi család birtoka volt.
1805-ben Naláczi József birtokán Georg D’André alapított fajanszgyárat. Munkásokat a birtok jobbágyai közül toborzott, az alapanyagot az uradalomhoz tartozó agyag- és homokbányákból vették. 1813–1814-ben kezdődött meg a termelés. Az angol szabadalom alapján készült, nádsárga és csillogó fekete mázú, olykor ezüsttel vagy arannyal élénkített és 185 típusban gyártott batizi keménycserép edények a biedermeier kor kedvelt használati tárgyaivá lettek.
1847-ben meghalt D’André. 1851-ben az uradalom Bethlen Olivér tulajdonába került. 1865-ben az akkor már gr. Teleki György tulajdonát képező uradalmat a gyárral együtt elárverezték, és a gyár megszűnt.
1885-ben a nagyszebeni Vereinsbank a bácskai Cservenkáról telepített be kb. 40 evangélikus sváb családot a falu középső részére. Evangélikus egyháza 1964-ig önálló diaszpóralelkészséget alkotott.